# Округа Малайзии

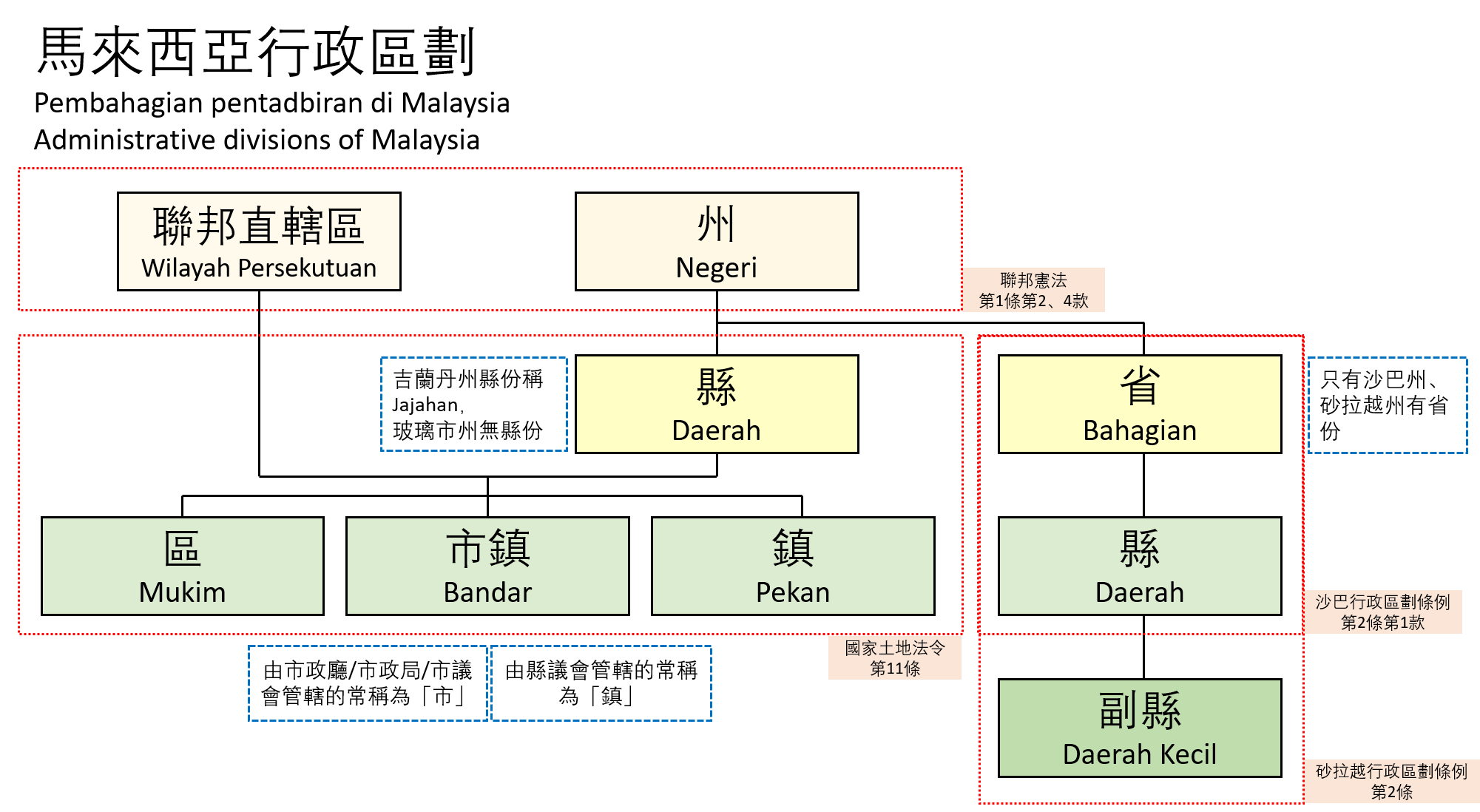
Административные подразделения Малайзии

Округа Малайзии (малайск. Daerah, англ. Districts, по историческим причинам в штате Келантан округа называются «оккупированными территориями» (малайск. Jajahan)) — единицы административно-территориального деления Малайзии, имеющие разное значение в разных частях страны.
В Западной Малайзии округа подчиняются штатам, и в свою очередь делятся на районы (малайск. mukim).
В Восточной Малайзии округа подчиняются областям, которые в свою очередь подчиняются штатам.
Округ, подчинённый напрямую федеральному правительству, называется федеральной территорией (таковыми являются Куала-Лумпур, Путраджая и Лабуан).
Округ возглавляется главой округа, и управляется правительством, которое может называться «советом округа», «муниципальным советом» или «городским советом». В некоторых высокоурбанизированных округах имеется более одного местного правительства; имеются также случаи, когда одно местное правительство управляет сразу несколькими округами.